# Pri treh okronanih zvezdah
Pri treh okronanih zvezdah (češko U Tří korunovaných hvězd) je bila druga prostozidarska loža, ki je bila ustanovljena na Češkem in to leta 1743.